# Cutina, Timiș
Cutina este un sat în comuna Bethausen din județul Timiș, Banat, România.

## Legături externe

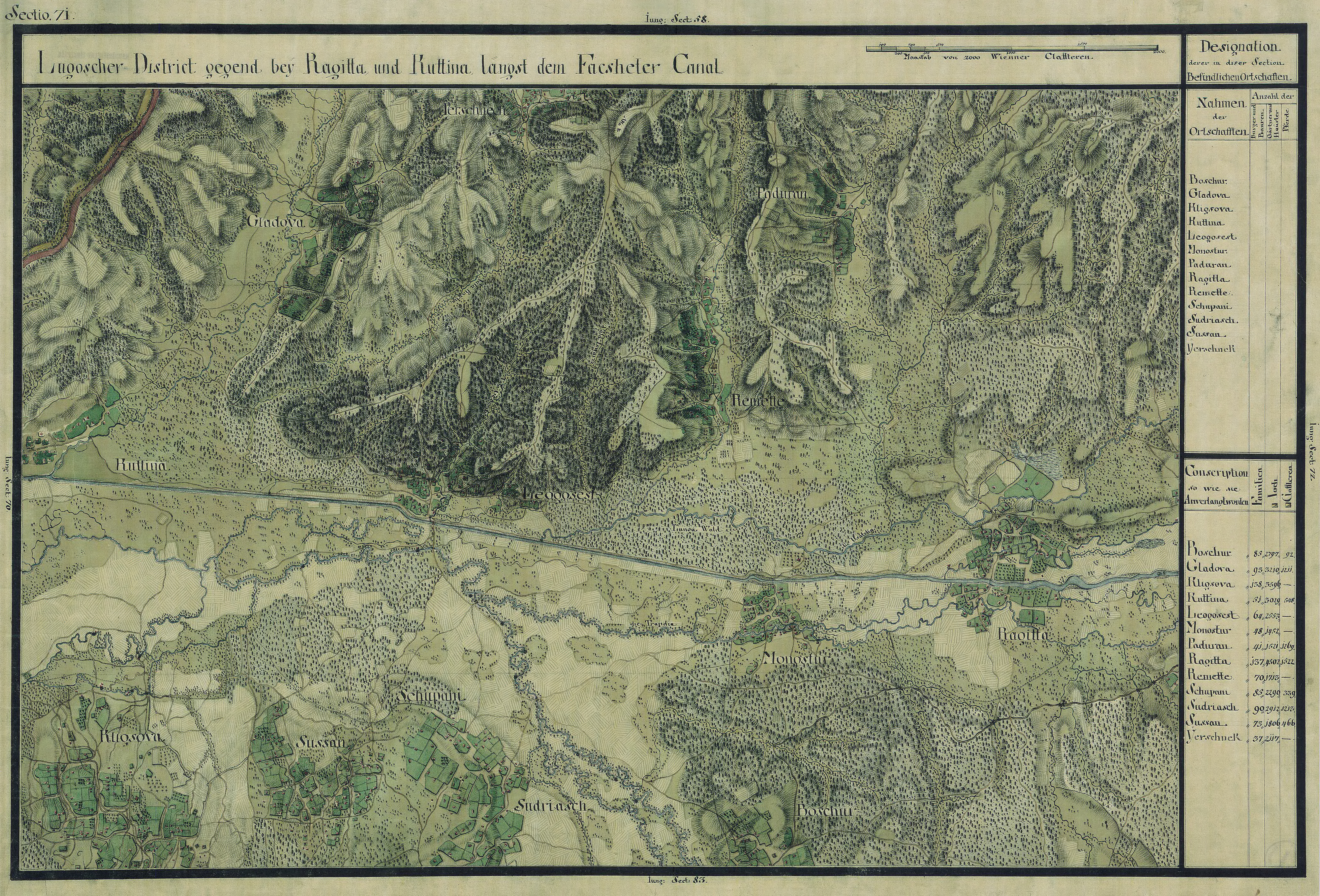
Cutina în Harta Iosefină a Banatului, 1769-72